# Parafia św. Stanisława Biskupa Męczennika w Wereszczynie
Parafia św. Stanisława Biskupa Męczennika w Wereszczynie – parafia rzymskokatolicka w Wereszczynie.
Pierwszy drewniany kościół w Wereszynie z roku 1634, ufundowany i wyposażony przez Zofię Tyszkiewiczową, dotrwał do 1783 r., kiedy to strawił go pożar. Ocalały murowane krypty, które wykorzystano przy budowie kolejnego kościoła.
Obecny kościół parafialny drewniany, został wybudowany w 1783 r., staraniem braci Józefa i Seweryna Wereszczyńskich. Świątynię poświęcono w 1784, a w 1929 powiększono. Budynek składa się z babińca, korpusu nawowego, prezbiterium i dwóch zakrystii. Nad kruchtą znajduje się miejsce na chór. Wieża licuje się ze ścianą główną i jest zbudowana na planie kwadratu o trzech kondygnacjach – dwie pierwsze kondygnacje mają wymiary (3,76 × 3,74) m i 7,26 m wysokości, natomiast najwyższa kondygnacja – (2,82 × 2,82 × 3,95) m. Całość przykrywa czterospadowy dach. Wystrój wnętrza jest częściowo barokowy, częściowo neogotycki.
Parafia posiada księgi metrykalne prowadzone od 1811.
Na obszarze parafii leżą miejscowości: Borysik, Kalinówka, Karczunek, Kulczyn, Przymiarki, Sęków, Tarnów, Wereszczyn, Wielkopole, Wincencin, Wólka Tarnowska oraz Zastawie.